# Mamma Mia! Here We Go Again
Mamma Mia! Here We Go Again ist ein britisch-US-amerikanisches Filmmusical und die Fortsetzung von Mamma Mia! (2008), der Verfilmung des gleichnamigen Musicals, das auf den Liedern der schwedischen Popgruppe ABBA basiert. Anders als beim ersten Film gab es vor dem Kinostart im Juli 2018 keine Bühnenfassung des Musicals. Regie führte Ol Parker, das Drehbuch wurde nach einer Vorlage von Parker, Catherine Johnson und Richard Curtis geschrieben. Die vollständige Besetzung des ersten Films wirkt auch an diesem mit, darunter Amanda Seyfried, Meryl Streep und Pierce Brosnan. In weiteren Rollen kommen u. a. Lily James, Andy García und Cher dazu.
Ein erster Trailer wurde von Universal Pictures am 21. Dezember 2017 veröffentlicht, zwei weitere folgten im Januar und im Mai 2018. Der zugehörige Filmsoundtrack wurde am 13. Juli 2018 veröffentlicht. Die Weltpremiere fand am 16. Juli 2018 im Hammersmith Apollo in London statt. In Nordamerika und Großbritannien kam der Film offiziell am 20. Juli 2018 in die Kinos, deutscher Kinostart war am 19. Juli 2018.

## Handlung
Fünf Jahre nach der Handlung des Vorgänger-Films: Sophies Mutter Donna ist vor einem Jahr gestorben und Sophie sieht es als ihre Aufgabe an, das Hotel ihrer Mutter auf der (fiktiven) griechischen Insel Kalokairi weiterzuführen. Dafür will sie eine große Wiedereröffnungs-Party veranstalten und sendet Einladungen an zwei ihrer drei möglichen Väter, Harry und Bill, sowie die zwei besten Freundinnen ihrer Mutter, Tanya und Rosie. Doch zunächst sieht es problematisch aus: Ihr Mann Sky ist in New York und erhält ein Jobangebot, das er gerne annehmen möchte, während ein Unwetter die bisherigen Vorbereitungen für die Party zunichtemacht. Unterstützung erhält sie von ihrem Stiefvater und möglichen leiblichen Vater Sam, der seit seiner Hochzeit mit Donna ebenfalls auf Kalokairi lebt.
Parallel dazu wird Donnas Geschichte im Jahr 1979 erzählt: Nach dem Universitäts-Abschluss in Oxford möchte die junge Frau die Welt entdecken und sich Erinnerungen schaffen. Sie reist daher über Paris nach Griechenland auf die Insel Kalokairi und lernt auf dem Weg dorthin zunächst Harry, dann Bill und schlussendlich Sam kennen. Mit jedem von ihnen verbringt sie eine romantische Nacht. Sie verliebt sich in Sam, der allerdings bereits verlobt ist, was er ihr verschweigt, und die beiden gehen in Verbitterung auseinander. Donna lädt ihre Freundinnen Tanya und Rosie auf die Insel ein und tritt mit ihnen im Trio in einer Dorfbar auf, was schnell weite Zustimmung findet.
Letztendlich beschließt Donna, auf der Insel zu bleiben und ein verlassenes Bauernhaus, welches der Barbesitzerin gehört, zu einer Hotel-Taverne umzubauen und zu betreuen. Zudem stellt sie fest, dass sie nun ein Kind erwartet. Dasselbe bemerkt auch Sophie in der Gegenwart und da nun auch Sky, Harry und Bill mit Booten anreisen und eine Menge Leute vom Festland als Gäste mitbringen, kann die geplante Party stattfinden. Überraschend kommt auch Sophies Großmutter Ruby Sheridan, eine Sängerin, zu der Donna nie ein gutes Verhältnis hatte. Sie verspricht, von nun an als Großmutter für Sophie da zu sein, und trifft ihre alte Liebe Fernando wieder, den nunmehrigen Manager des Hotels „Bella Donna“.
Gegen Ende des Films ist Sophie Mutter geworden und bringt ihr Baby – wie einst ihre Mutter Donna sie – zur Taufe in die Kirche, wo Donna im Geiste bei ihr ist. Der Film endet mit einer Darbietung der gesamten Besetzung des Films von Super Trouper.

## Produktion

### Entwicklung
Mamma Mia! Here We Go Again wurde am 19. Mai 2017 angekündigt mit einem Veröffentlichungsdatum am 20. Juli 2018. Als Regisseur und Drehbuchautor wurde Ol Parker angekündigt. Am 27. September 2017 bestätigte Benny Andersson drei ABBA-Songs, die im Film verwendet werden: „When I Kissed the Teacher,“ „I Wonder (Departure),“ und „Angeleyes“.

### Casting
Am 1. Juni 2017 wurde bekannt, dass Seyfried als Sophie zurückkehrt. Im Laufe desselben Monats bestätigte Dominic Cooper in einem Interview, dass er, Streep, Firth und Brosnan als Sky, Donna, Harry und Sam zurückkehren. Im Juli 2017 wurde Baranski als Tanya bestätigt. Am 12. Juli 2017 wurde Lily James als „junge Donna“ bekannt. Am 3. August 2017 folgten Jeremy Irvine und Alexa Davies als junger Sam und junge Rosie. Am 16. August 2017 wurde bekannt, dass Jessica Keenan Wynn als junge Tanya mitspielt. Julie Walters und Stellan Skarsgård übernehmen wieder ihre Rollen als Rosie und Bill. Am 16. Oktober 2017 wurde bekannt, dass die amerikanische Sängerin und Schauspielerin Cher ihre erste Filmrolle seit 2010 und die erste mit Streep seit Silkwood übernehmen wird.

### Dreharbeiten
Die Dreharbeiten für den Film begannen am 12. August 2017 in Kroatien auf der Insel Vis. Im Oktober 2017 versammelte sich die Besetzung in den Shepperton Studios in Surrey, England um einige Songs und Tanznummern mit Cher zu drehen. Am 2. Dezember 2017 wurden die Dreharbeiten beendet.
Wie bereits im Vorgängerfilm absolvieren die männlichen ABBA-Mitglieder Cameo-Auftritte: Björn Ulvaeus ist als Dozent an der Universität Oxford zu sehen, Benny Andersson als Klavierspieler in Paris.

## Soundtrack
Insgesamt 18 Lieder aus dem ABBA-Repertoire wurden für die Musical-Fortsetzung verwendet, darunter fünf beziehungsweise sechs Songs, die bereits im ersten Teil zum Einsatz kamen (The Name of the Game wurde für den ersten zwar aufgenommen, aus dem fertigen Film allerdings herausgeschnitten). Die zwölf anderen Stücke stammen von sämtlichen Studioalben der Gruppe mit Ausnahme ihres Debütalbums Ring Ring (1973) sowie des bislang letzten Albums Voyage (2021). Neben den auf dem Soundtrack veröffentlichten Songs sind im Film zusätzlich auch Thank You for the Music, SOS und Hasta Mañana auszugsweise zu hören. The Day Before You Came kommt hingegen nicht vor, während die Szene mit I Wonder (Departure) zwar gedreht, aus dem fertigen Film aber ebenfalls herausgeschnitten wurde. Auch Knowing Me, Knowing You wurde hier gekürzt. Beide Szenen sind aber in voller Länge als Extra auf der Blu-ray-Ausgabe enthalten.
1. When I Kissed The Teacher (1976) – junge Donna und die Dynamos (Lily James, Jessica Keenan Wynn, Alexa Davies & Celia Imrie)
2. I Wonder (Departure) (1977) – junge Donna und die Dynamos (Lily James, Jessica Keenan Wynn & Alexa Davies)
3. One of Us (1981) – Sophie und Sky (Amanda Seyfried & Dominic Cooper)
4. Waterloo (1974) – junger Harry, junge Donna (Hugh Skinner & Lily James)
5. Why Did it Have to be Me (1976) – junger Bill, junge Donna, junger Harry (Josh Dylan, Lily James & Hugh Skinner)
6. I Have a Dream (1979) – junge Donna (Lily James)
7. Kisses of Fire (1979) – Lazaros, junge Tanya, junge Rosie (Panos Mouzourakis, Jessica Keenan Wynn & Alexa Davies)
8. Andante, Andante (1980) – junge Donna (Lily James)
9. The Name of the Game (1977) – junge Donna (Lily James)
10. Knowing Me, Knowing You (1976) – junger Sam, junge Donna, Sam, Sophie (Jeremy Irvine, Lily James, Pierce Brosnan & Amanda Seyfried)
11. Angel Eyes (1979) – Tanya, Rosie, Sophie (Christine Baranski, Julie Walters & Amanda Seyfried)
12. Mamma Mia (1975) – junge Donna und die Dynamos (Lily James, Jessica Keenan Wynn & Alexa Davies)
13. Dancing Queen (1976) – gesamte Besetzung
14. I’ve Been Waiting for You (1975) – Sophie, Rosie, Tanya (Amanda Seyfried, Julie Walters, Christine Baranski)
15. Fernando (1976) – Ruby, Fernando (Cher & Andy García)
16. My Love, My Life (1976) – Sophie, Donna, junge Donna (Lily James, Meryl Streep & Amanda Seyfried)
17. Super Trouper (1980) – gesamte Besetzung (Soloparts Cher & Meryl Streep)
18. The Day Before You Came (1982) – Donna (Meryl Streep)

Eine Woche nach der Veröffentlichung stieg der Soundtrack auf Platz sieben der deutschen Albumcharts ein sowie jeweils auf Platz vier der britischen und australischen Charts, weiters auf Platz 9 in Neuseeland und Belgien sowie auf Platz 21 in den Niederlanden.
| Land/Region                  | Auszeichnungen für Musikverkäufe (Land/Region, Auszeichnung, Verkäufe) | Verkäufe |
| ---------------------------- | ---------------------------------------------------------------------- | -------- |
| Dänemark (IFPI)              | Platin                                                                 | 20.000   |
| Neuseeland (RMNZ)            | Platin                                                                 | 15.000   |
| Österreich (IFPI)            | Platin                                                                 | 15.000   |
| Polen (ZPAV)                 | Gold                                                                   | 10.000   |
| Vereinigtes Königreich (BPI) | 2× Platin                                                              | 600.000  |
| Insgesamt                    | 1× Gold · 5× Platin ·                                                  | 660.000  |

## Synchronisation
Die deutsche Synchronisation entstand unter der Dialogregie von Oliver Rohrbeck durch das Synchronunternehmen Berliner Synchron.
| Rolle                     | Schauspieler        | Synchronsprecher          |
| ------------------------- | ------------------- | ------------------------- |
| Sophie „Soph“ Sheridan    | Amanda Seyfried     | Magdalena Turba           |
| junge Donna               | Lily James          | Yvonne Greitzke           |
| junge Rosie               | Alexa Davies        | Leonie Dubuc              |
| junge Tanya               | Jessica Keenan Wynn | Rubina Nath               |
| junger Bill               | Josh Dylan          | Nicolás Artajo            |
| junger Sam                | Jeremy Irvine       | David Turba               |
| junger Harry              | Hugh Skinner        | Constantin von Jascheroff |
| Sam Carmichael            | Pierce Brosnan      | Frank Glaubrecht          |
| Harry Bright              | Colin Firth         | Uwe Büschken              |
| Bill Anderson             | Stellan Skarsgård   | Detlef Bierstedt          |
| Tanya Chesham-Leigh       | Christine Baranski  | Vera Teltz                |
| Rosie Mulligan            | Julie Walters       | Monica Bielenstein        |
| Ruby Sheridan             | Cher                | Marianne Groß             |
| Sky                       | Dominic Cooper      | Timmo Niesner             |
| Fernando Cienfuegos       | Andy Garcia         | Stephan Schwartz          |
| Donna Sheridan-Carmichael | Meryl Streep        | Dagmar Dempe              |
| griechischer Zollbeamter  | Omid Djalili        | Sven Brieger              |
| Vizekanzlerin             | Celia Imrie         | Karin Buchholz            |
| Yumiko                    | Naoko Mori          | Christin Marquitan        |
| Lazaros                   | Panos Mouzourakis   | Tayfun Bademsoy           |

## Veröffentlichung
Eine Gala-Premiere des Films fand am 12. Juli 2018 in Stockholm statt. Zur Weltpremiere am 16. Juli 2018 in London erschienen neben Amanda Seyfried, Lily James, Meryl Streep, Cher und anderen Darstellern des Films auch die beiden ABBA-Mitglieder Björn Ulvaeus und Benny Andersson. Mamma Mia! Here We Go Again startete am 19. Juli 2018 offiziell in den Kinos von Deutschland, Österreich und der Schweiz sowie einen Tag später am 20. Juli in Großbritannien, den USA und anderen Ländern.
Der zugehörige Soundtrack erschien am 13. Juli 2018 digital und auf CD und wurde am 3. August 2018 auch auf Schallplatte herausgegeben.
Am 22. November 2018 erschien der Film im deutschsprachigen Raum auf DVD und Blu-ray.

### Marketing
Der erste Filmtrailer wurde am 21. Dezember 2017 vor Pitch Perfect 3 veröffentlicht.
Cher sang „Fernando“ auf der Las Vegas CinemaCon am 25. April 2018, nachdem Filmausschnitte gezeigt worden waren.

## Rezeption

### Kritiken
Der Film konnte 81 Prozent der Kritiker auf Rotten Tomatoes überzeugen und erhielt bei Metacritic einen Metascore von 60 von 100 möglichen Punkten.
Gunda Bartels vom Tagesspiegel sieht in Mamma Mia! Here We Go Again einen kurzweiligen, melancholischen Film. Er reiche zwar nicht an den Witz und Drive des Vorgängers heran, könne aber dennoch mit einer dynamischen Kameraarbeit und virtuosen Schnitten überzeugen. Man merke zwar, dass Meryl Streep, der „Fixstern“ des Vorgängers, fehle, dies sei jedoch sehr emotional und verbinde das Publikum. Auch wenn das Filmmusical voll mit Klischees über Frauen, Männer und auch Griechenland sei, so könne vor allem der „finale Vollrausch aus Gesang, Tanz und Konfetti“ überzeugen.
Oliver Kaever von Spiegel Online meint, der Film sei im Gegensatz zu seinem Vorgänger weniger unbekümmert und fröhlich, sondern viel ernster. Da die Darsteller zehn Jahre älter geworden seien, sei die „fröhliche Anarchie des Originals [...] plötzlich wie weggeblasen“. Figuren und Kulissen wie das Inselhotel wirken gespenstisch; einzig und allein der herzhafte Auftritt von Lily James sei stellenweise mitreißend. Zudem benutze man zwar neue unbekanntere Lieder, wiederhole aber gleichzeitig die einfallslosen Choreografien aus dem ersten Teil. Außerdem hebt Kaever negativ hervor, dass man die Finanzkrise in Griechenland nur „hilflos thematisiert“, um mehr Ernsthaftigkeit in den Film zu bringen.
Christoph Petersen von Filmstarts ist der Ansicht, dass der Film das Niveau von Mamma Mia! halte und dabei inszenatorisch viel freier wirke, da der Vorgänger unter der Theaterregisseurin Phyllida Lloyd wie eine „abgefilmte Bühnenperformance[s]“ sei. Lily James, „die die Rückblenden praktisch im Alleingang mit Leben und guter Laune füllt“, sei ein geeigneter Ersatz für Meryl Streep. Allerdings hebt Petersen vor allem die Geschichte negativ hervor: Man erzähle eine auserzählte Handlung weiter und sei hauptsächlich darauf aus, unbekanntere ABBA-Songs in die Geschichte zu integrieren. Zwar würden diese überwiegend von Darstellern interpretiert, die „gesanglich nicht in der allerersten Liga spielen“, und seien teilweise gewöhnungsbedürftig; allerdings zeige Streep am Ende noch einmal, „wie man aus einem Ohrwurm-Popsong tiefe Gefühle herausholen kann“.

### Einspielergebnis
Mamma Mia! Here We Go Again stieg am Startwochenende mit einem Einspielergebnis von 34,4 Millionen US-Dollar auf Platz 2 der US-Kinocharts ein. Den gleichen Platz belegte der Film am Startwochenende in den deutschen Kinocharts. Die weltweiten Einnahmen liegen bei 395,04 Millionen US-Dollar, wovon er allein 120,63 Millionen im nordamerikanischen Raum einspielen konnte. In den deutschen Kinos sahen 2.203.898 Besucher den Film, womit er sich auf Platz 10 der Jahres-Charts 2018 befindet und 18,36 Millionen Euro umsetzen konnte.

### Auszeichnungen
Imagen Awards 2019
- Nominierung als Bester Filmschauspieler (Andy Garcia)[48]

People’s Choice Awards 2018
- Nominierung als Comedy movie
- Nominierung als Female movie star (Lily James)
- Nominierung als Comedy movie star (Amanda Seyfried)[49]